# Илова (гмина)
Илова (пол. Iłowa) — гмина (волость) в Польше, входит как административная единица в Жаганьский повет, Любушское воеводство. Население — 7157 человек (на 2004 год).

## Соседние гмины
1. Гоздница
2. Гмина Осечница
3. Гмина Венглинец
4. Гмина Вымярки
5. Гмина Жагань
6. Жагань
7. Гмина Жары